# Muránska Lehota
Muránska Lehota (hongrois : Murányszabadi) est un village de Slovaquie situé dans la région de Banská Bystrica.

## Histoire
La première mention écrite du village date de 1453.

## Démographie

### Évolution de la population
| Année:               | 1994. | 2004.   | 2014.    | 2024.  |
| -------------------- | ----- | ------- | -------- | ------ |
| Nombre de personnes: | 239   | 234     | 200      | 199    |
| Différence:          |       | -2,09 % | -14,52 % | -0,5 % |

| Année:               | 2023. | 2024.   |
| -------------------- | ----- | ------- |
| Nombre de personnes: | 202   | 199     |
| Différence:          |       | -1,48 % |